# Crémisan
Crémisan est une vallée située entre Jérusalem, Beit Jala et Al-Walaja.
Un monastère de la congrégation des salésiens a été établi là en 1891. Dans les années 1950, un couvent de sœurs et d’une école y sont également bâtis; l'école accueille 450 enfants palestiniens.

## Monastère et vignobles

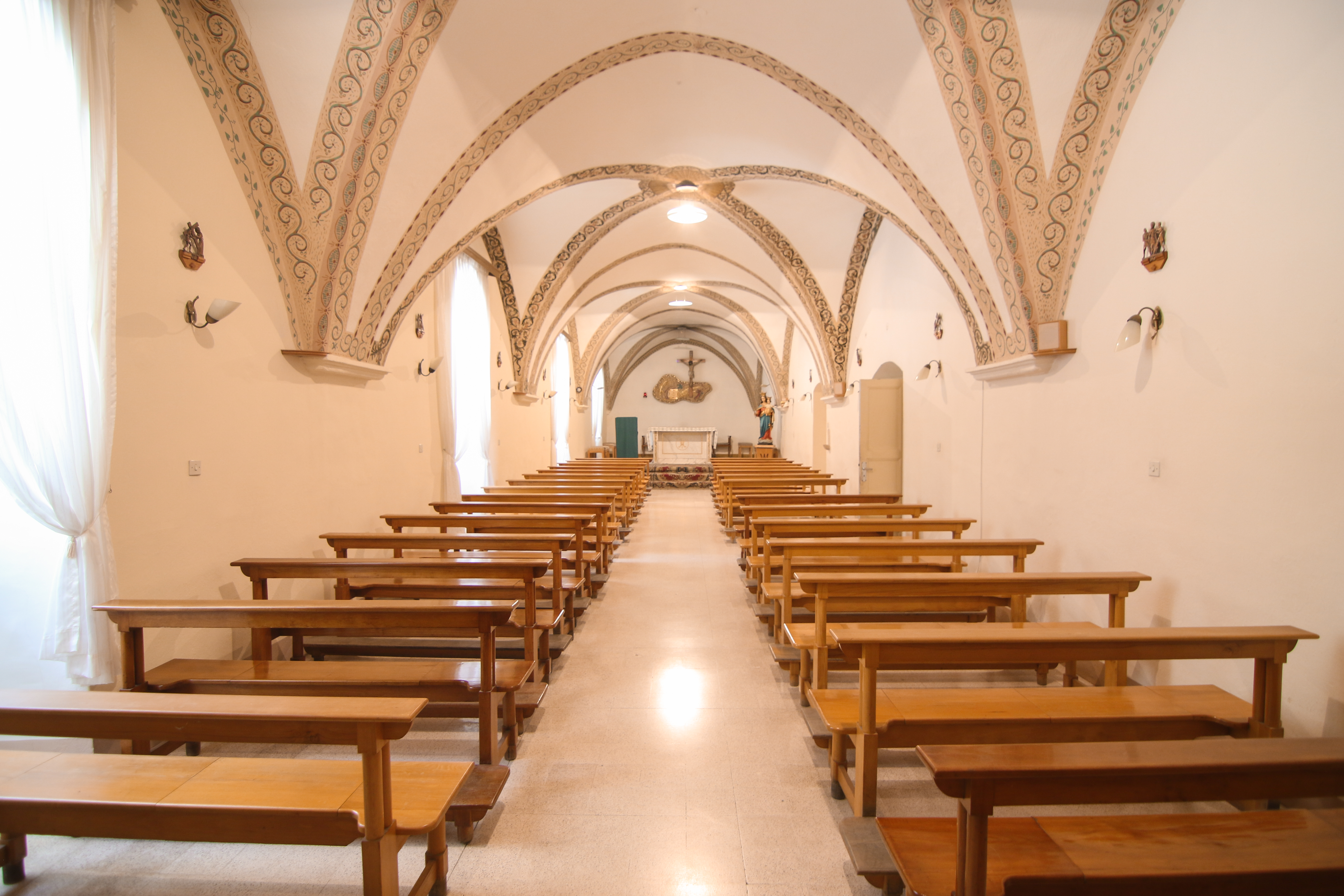
L'église du monastère.

Crémisan se trouve à la frontière entre la Cisjordanie et Jérusalem, avec le bâtiment principal du monastère situé officiellement à Jérusalem tandis que la réserve, de l'autre côté du parking, est en Cisjordanie. La longue route sinueuse qui mène au monastère passe juste devant l'un des bureaux de coordination entre Israël et l'autonomie palestinienne.
On y produit un vin palestinien, les Côtes de Cremisan.

## Mur de séparation israélien

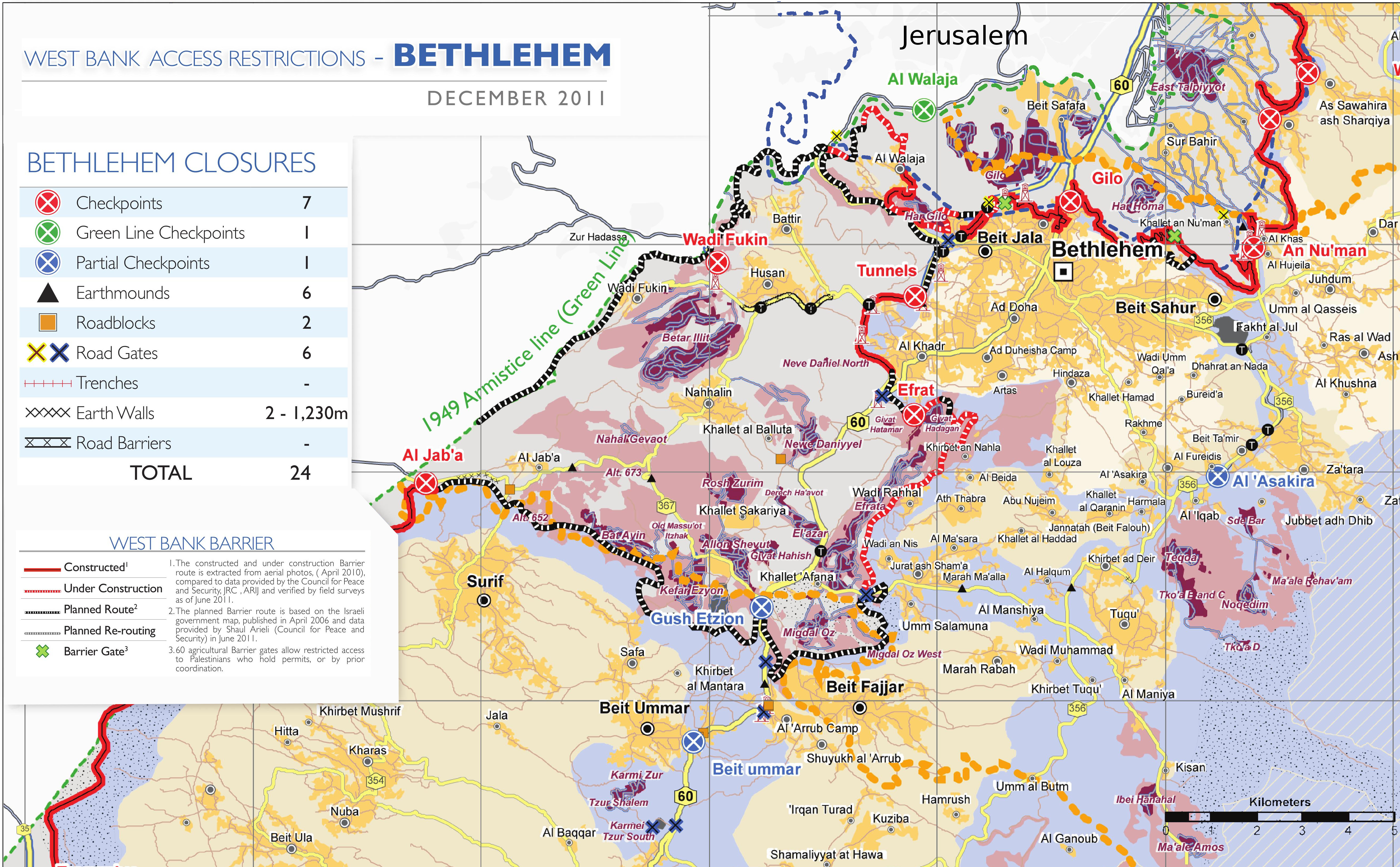
Carte de la région autour de la vallée du Crémisan en 2011. (Source: United Nations OCHA oPt)

Dans les années 2010, le ministère israélien de la Défense a projeté de prolonger la barrière de séparation à travers cette vallée. Au début du mois d'avril 2015, à la suite d'une longue bataille judiciaire et des protestations des habitants chrétiens de la localité de Beit Jala, la Haute Cour de Justice israélienne a d'abord invalidé le tracé du mur dans la vallée, avant de revenir sur sa décision en juillet de la même année, sans possibilité de recours pour les opposants. Cette décision permet donc la construction d'un mur qui coupe en deux la vallée du Crémisan, où se trouvent le monastère et le couvent salésiens, ainsi que des vignobles gérés essentiellement par des chrétiens; cela doit permettre à Israël d'étendre ses installations de Har Gilo et Gilo, en annexant trois cents hectares de terrain sur lesquels habitent (en 2015) 57 familles chrétiennes de Beit Jala. Avec cette décision, le couvent, les bâtiments monastiques ainsi que leurs terres se retrouveront en Israël tandis que les agriculteurs chargés de les cultiver resteront du côté palestinien.

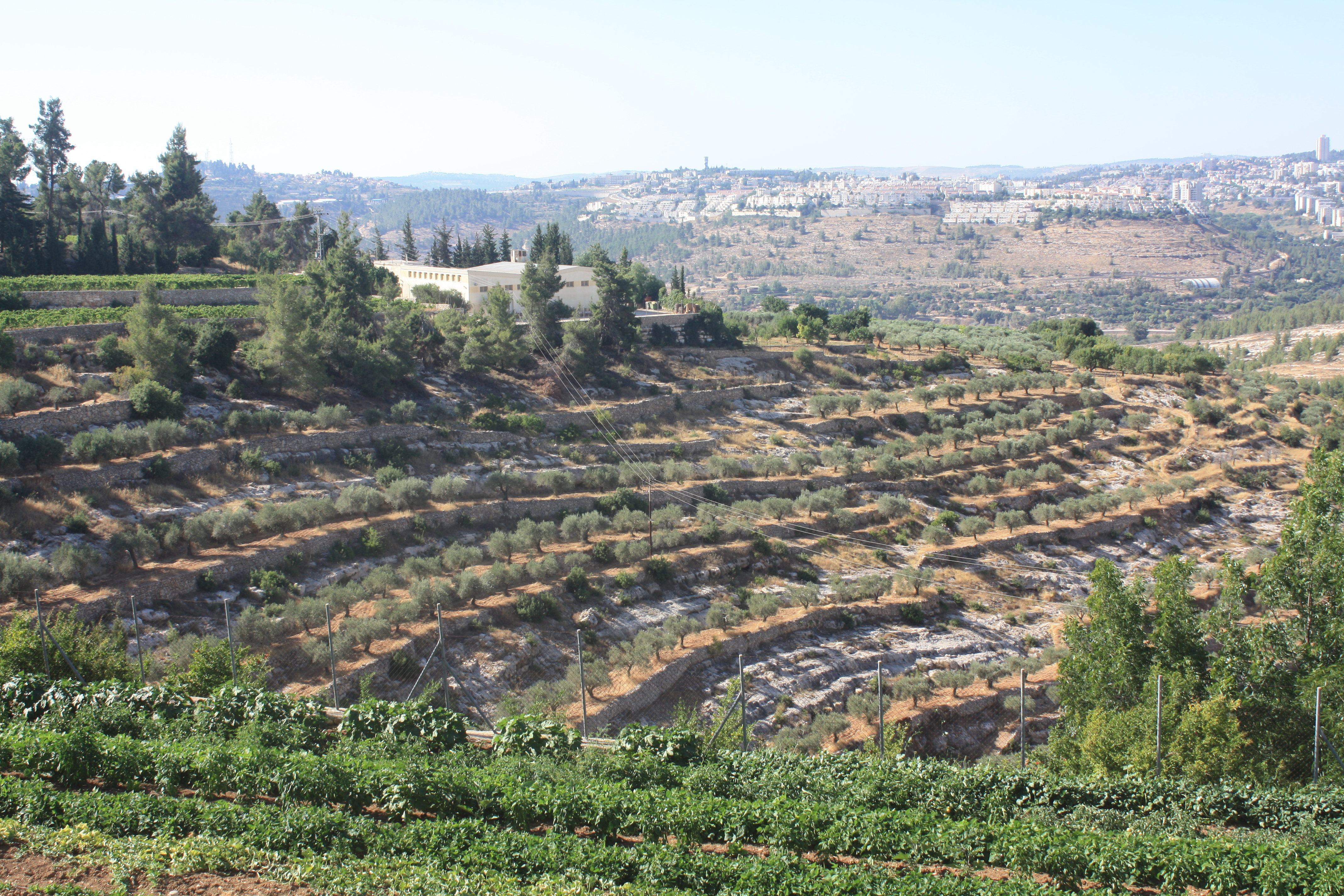
Oliviers et vignes dans la vallée du Crémisan qui sépare Jérusalem de Bethléhem.